# ۷۵۱ (میلادی)
۷۵۱ (میلادی) هفتصد و پنجاه و یکمین سال تقویم میلادی است.

## درگذشتگان
‎